# Kilkilja
Kilkilja – wieś w Syrii, w muhafazie Al-Hasaka. W 2004 roku liczyła 298 mieszkańców.